# Inga Sylvander
Inga Viveka Sylvander, född 3 november 1920 i Gyttorp, Nora bergsförsamling, död 2001, var en svensk psykolog.
Inga Sylvander, som var dotter till överingenjör Ovar Bergström och Astrid Byström, utgick från psykologutbildning vid Ericastiftelsen 1962 och blev legitimerad psykolog 1978. Hon var psykolog/chefpsykolog vid Stockholms stads/Stockholms läns landstings psykiska barn- och ungdomsvård (PBU) 1948–1975 och heltidsanställd ordförande i Sveriges psykologförbund 1975–1987. Hon blev filosofie hedersdoktor vid Bergens universitet 1985 och tilldelades medaljen Illis quorum av åttonde storleken 1987.